# Hieracium cereolinum
Hieracium cereolinum là một loài thực vật có hoa trong họ Cúc. Loài này được (Norrl.) Üksip mô tả khoa học đầu tiên năm 1960.